# 6520 Sugawa
6520 Sugawa (1991 HH) là một tiểu hành tinh vành đai chính được phát hiện ngày 16 tháng 4 năm 1991 bởi S. Otomo ở Kiyosato.